# Wolfgang Bauer (Schriftsteller)
Wolfgang Bauer (* 18. März 1941 in Graz; † 26. August 2005 ebenda) war ein österreichischer Schriftsteller. Sein Werk umfasst Dramen, Lyrik, Kurzprosa, einen Roman, Essays, Kritiken, Filme und Fernsehstücke. International bekannt wurde er vor allem als Autor von Theaterstücken. Neben Elfriede Jelinek, Thomas Bernhard und Peter Handke gilt er als einer der bedeutendsten österreichischen zeitgenössischen Dramatiker. Bauer war Mitglied der Grazer Autorenversammlung, des Forums Stadtpark und Gründungsmitglied der Lord Jim Loge (gemeinsam mit Martin Kippenberger, Albert Oehlen und Jörg Schlick). Er hatte gemeinsame Auftritte mit Ernst Jandl, Oswald Wiener, H. C. Artmann und Peter Handke, mit denen er auch befreundet war.

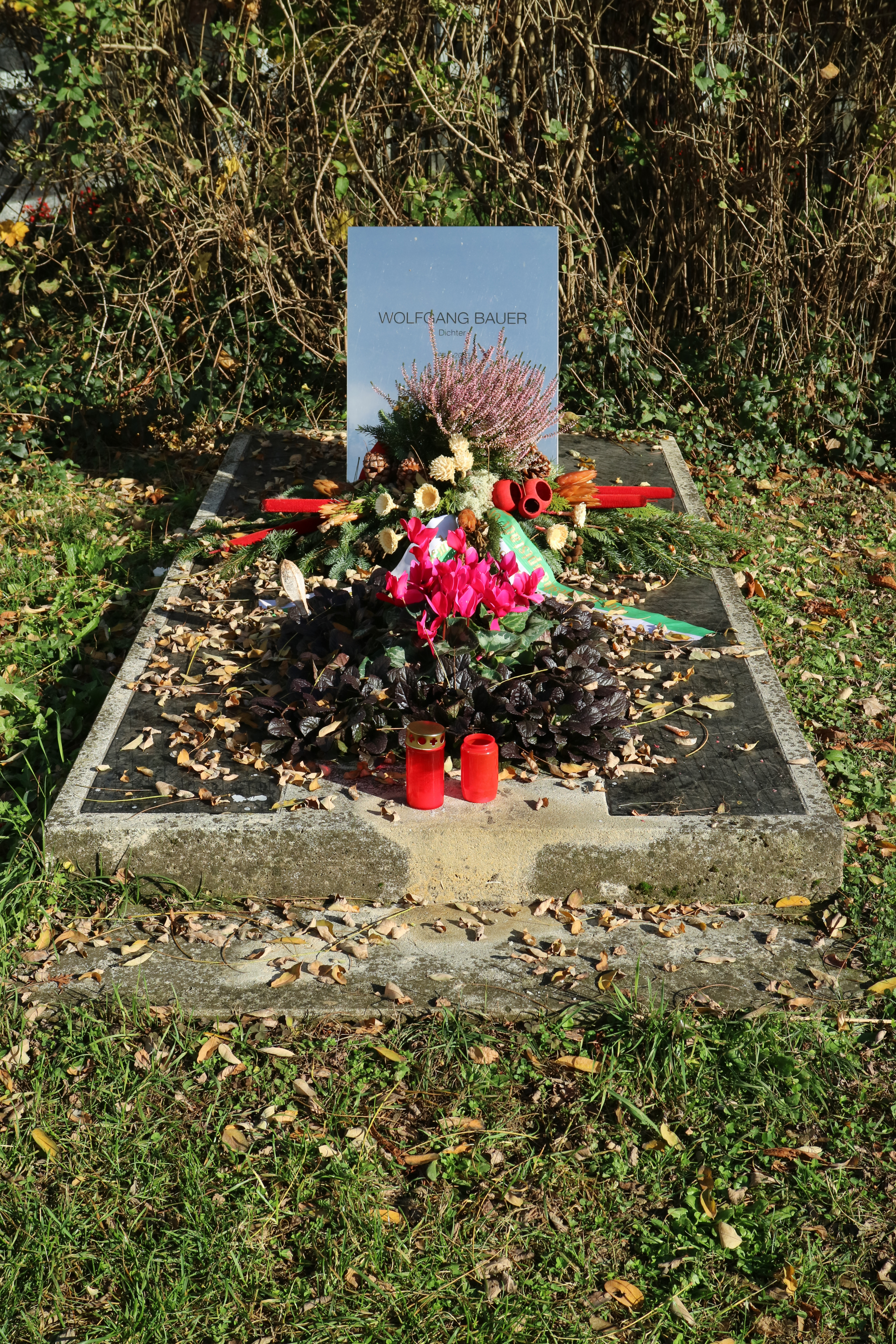
Wolfgang Bauers Grab am Grazer Zentralfriedhof

## Leben
Wolfgang Bauer ging 1959, nach seiner Schulzeit in Graz, nach Wien und studierte  Jus, Theaterwissenschaften, Philosophie und Romanistik. Durch die Uraufführung seiner ersten beiden Einakter Der Schweinetransport und Maler und Farbe 1962 im damals soeben gegründeten Grazer Forum Stadtpark wurde er zum Vertreter der schriftstellerischen Avantgarde; das Frühwerk von 1961 bis 1967 ist stark vom Absurden Theater Eugène Ionescos wie auch von den existenzialistischen Dramen Jean-Paul Sartres und Albert Camus’ beeinflusst. Die erste Lesung seiner Texte fand 1962 im Forum Stadtpark statt.

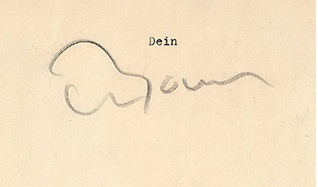
Signatur (ca. 1962)

Im Alter von 27 Jahren gelang Bauer mit Magic Afternoon der internationale Durchbruch. Die Uraufführung erfolgte am 12. September 1968 unter der Regie von Horst Zankl am Landestheater Hannover, nachdem das Stück zuvor von 40 Bühnen im gesamten deutschsprachigen Raum abgelehnt worden war. 1968 hatte es der Kölner Verlag Kiepenheuer & Witsch in sein Theaterprogramm aufgenommen, und 1969 erschien es dort, mit einem Nachwort von Ute Nyssen, auch als Erstausgabe (zusammen mit Change und Party for Six). Ab diesem Zeitpunkt wurden Bauers Stücke in viele Sprachen übersetzt und weltweit aufgeführt.
Obwohl Bauer nach seinen weiteren internationalen Erfolgen (Change 1969, uraufgeführt am Wiener Volkstheater unter der Direktion von Gustav Manker, in der Regie von Bernd Fischerauer, Silvester oder das Massaker im Hotel Sacher (mit Helmut Qualtinger, Volkstheater), Film und Frau (Shakespeare the Sadist) 1971 am Deutschen Schauspielhaus Hamburg, Gespenster 1973 in den Münchner Kammerspielen) äußerst produktiv blieb und seine Stücke weiterhin gespielt wurden, wollte der Dramatiker die vorgeformten Erwartungen der Bühnen und des Publikums des deutschsprachigen Raums nicht erfüllen. Ab Ende der 1970er Jahre hatte Bauer mehr Erfolg im englischsprachigen Raum als in Deutschland und Österreich. So wurden etwa gegen Ende der 1970er Jahre und in den 1980er Jahren einige Erstaufführungen der Stücke Bauers in englischer Übersetzung (zumeist von Martin Esslin) am Magic Theatre in San Francisco inszeniert, 1993 erfolgte gar die Uraufführung eines Stückes (Insalata mista beziehungsweise in der englischen Fassung Tadpoletigermosquitos at Mulligan's) im New Yorker Ohio Theatre.
In Deutschland und Österreich hingegen sorgte zu dieser Zeit mehr als seine Theaterstücke sein Privatleben für Schlagzeilen, das er stets als exzessiv aktionistisches Gesamtkunstwerk verstand. Aus finanziellen Gründen übernahm er diverse Auftragsarbeiten und schrieb journalistische Texte für Magazine wie das Airport Journal und die Wienerin. 1991 gestaltete er den Katalog zur steirischen Landesausstellung Sport – Sinn und Wahn. 1992 bis 2001 lehrte Bauer an der Schule für Dichtung in Wien. Am 23. Oktober 2004 wurde er in die Grazer Freimaurerloge Erzherzog Johann aufgenommen.
Bauer starb an den Folgen eines Herzleidens.

## Bedeutung
„Wolfgang Bauer entzieht sich seit vielen Jahren erfolgreich allen literaturbetrieblichen und germanistischen Versuchen, mit einem Etikett versehen und einer Schriftsteller-Kategorie zugeordnet zu werden – zu seinem eigenen Schaden. Hauptsächlich als Dramatiker irritierend, waren doch seine Auftritte als Lyriker, Romancier und Feuilletonist äußerst erfolgreich und populär, im gleichen Ausmaß, in dem sie die Anforderungen der Gattung jeweils nicht erfüllten.“ (Zitat Literaturverlag Droschl.)
Urteil von Kritikern zur Person Wolfgang Bauer:
- „Der wichtigste zeitgenössische österreichische Dichter“ (Literatur-Nobelpreisträgerin Elfriede Jelinek über Wolfgang Bauer[2])
- „Wolfgang Bauer provoziert auf der Höhe der Zeit: […] Religion und Bildungsgut, Tüchtigkeit und kulturelles Erbe verzerren sich zum irrwitzigen Panoptikum.“ (BASTA, anlässlich der Uraufführung von ‚Herr Faust spielt Roulette‘)
- „Bauer wirkte, wenn er niedergeschlagen war, tatsächlich wie jemand, der ‚schmutziges Wasser‘ vor sich herschiebt. Und im Überschwang, als könnte er darauf gehen wie über einen Teppich. Auch Wolfgang Bauer war nur für Momente und im günstigsten Fall beinahe deckungsgleich mit seinem Selbstentwurf. Als der unverstellt Echteste unter allen Unechten.“ (Eichberger über Bauer)
- „Wolfgang Bauer (1942-2005) Er war einer der wichtigsten österreichischen Dramatiker. Wolfgang Bauer hat von Graz aus die literarische Welt erobert.“ (Niegelhell, Franz: Gegen die Norm. In: Falter vom 30.08.2005.)[3]

„Wolfgang Bauer gehörte zu denen, die Schluss machten. Mit dem Schweigen der fünfziger und sechziger Jahre. In den Theaterstücken Magic Afternoon, Change und Die Gespenster wurden Wirklichkeiten ausgesprochen. Derbe Schlafzimmerwirklichkeiten waren das, die das Politische enthüllten. Das waren Skandale. Riesenskandale. 1968 fand in Österreich im Theater statt.“ (Marlene Streeruwitz: Die Zeit, 2005)

## Forschung zu Leben und Werk
Im Juni 2007 fand im Stadtmuseum Graz ein internationales wissenschaftlichen Symposion zu Wolfgang Bauer unter der Leitung von Paul Pechmann statt, und zwar im Rahmen der Bauer gewidmeten Ausstellungsinstallation Memory XS ebendort, die im September 2007 auch im MAK gezeigt wurde.
Seit Juli 2008 wird am Institut für Germanistik der Universität Wien ein vom Fonds zur Förderung der wissenschaftlichen Forschung finanziertes und von Wendelin Schmidt-Dengler initiiertes Forschungsprojekt zu Werk, Nachlass und Wirkung Wolfgang Bauers unter der Leitung von Michael Rohrwasser und unter Mitarbeit von Thomas Antonic betrieben.

## Auffindung vonDer Rüssel
2015 wurde bekannt, dass im Zuge von Archivarbeiten das bis dahin in großen Teilen als verschollen gegoltene Dramenmanuskript Der Rüssel im Stadtmuseum von Leibnitz aufgefunden wurde. Das Stück wurde 2015 gemeinsam mit weiteren bislang unveröffentlichten szenischen Texten aus dem Nachlass Bauers im Ritter Verlag als Buch veröffentlicht und gelangte am 20. April 2018 am Wiener Akademietheater zur Uraufführung.

## Auszeichnungen und Ehrungen
- Peter-Rosegger-Preis, 1970 und 2004
- Franz-Theodor-Csokor-Preis, 1970
- Österreichischer Würdigungspreis für Literatur 1979
- manuskripte-Preis, 1987
- Kainz-Medaille, 1989
- Goldenes Ehrenzeichen der Stadt Graz, 1991
- Ehrenmedaille der Bundeshauptstadt Wien in Gold, 1991
- Dramenpreis des Goethe-Instituts, 1994
- Großer Österreichischer Staatspreis für Literatur, 1994 (überreicht am 20. April 1995)
- Österreichisches Ehrenkreuz für Wissenschaft und Kunst, Klasse I, 2000
- Peter-Rosegger-Literaturpreis des Landes Steiermark, 2004

## Werke

### Sammelbände
- Werkausgabe des Droschl-Verlages 1986-2004
- Bd. 1: Einakter und frühe Dramen. Mit einem Nachwort v. Manfred Mixner. Graz/Wien: Droschl 1987.
- Bd. 2: Schauspiele 1967-1973. Mit einem Nachw. v. Herbert Gamper. Graz/Wien: Droschl 1986.
- Bd. 3.: Schauspiele 1975-1986. Mit einem Nachw. v. Martin Esslin. Graz/Wien: 1986.
- Bd. 4: Der Fieberkopf: Ein Roman in Briefen. Mit einem Nachw. v. Wendelin Schmidt-Dengler. Graz/Wien: Droschl 1986.
- Bd. 5: Gedichte. Mit einem Nachw. v. Gerhard Melzer. Graz/Wien: Droschl 1992.
- Bd. 6.: Kurzprosa, Essays und Kritiken. Mit einem Nachw. v. Rolf Schwendter. Graz/Wien: Droschl: 1989.
- Bd. 7.: Filme und Fernsehspiele. Mit einem Nachw. v. Wilhelm Hengstler. Graz/Wien: Droschl 1995.
- Bd. 8.: Schauspiele 1988-1995. Graz/Wien: Droschl 1996.
- Bd. 9.: Foyer und andere Stücke. Mit einem Nachw. v. Andreas Unterweger. Graz/Wien: Droschl 2004.

- Wolfgang Bauer: Der Rüssel. Szenische Texte aus dem Nachlass. Hrsg. u. mit einem Nachwort v. Thomas Antonic. Ritter Verlag, Klagenfurt / Wien / Graz 2015, ISBN 978-3-85415-530-0.
- Wolfgang Bauer: Der Geist von San Francisco. Verstreut publizierte und nachgelassene Texte. Hrsg. v. Thomas Antonic. Mit einleitenden Essays von Elfriede Jelinek und Martin Esslin. Ritter Verlag, Klagenfurt/ Wien/ Graz 2011, ISBN 978-3-85415-470-9.
- Ein schlimmes Kind bin ich. Dramen, Prosa, Lyrik aus vier Jahrzehnten. (Hrsg.) Gerhard Melzer, Andreas Unterweger, Nachwort von Andreas Unterweger. Sonderzahl Verlag, Wien 2007, ISBN 978-3-85449-266-5.

### Theaterstücke

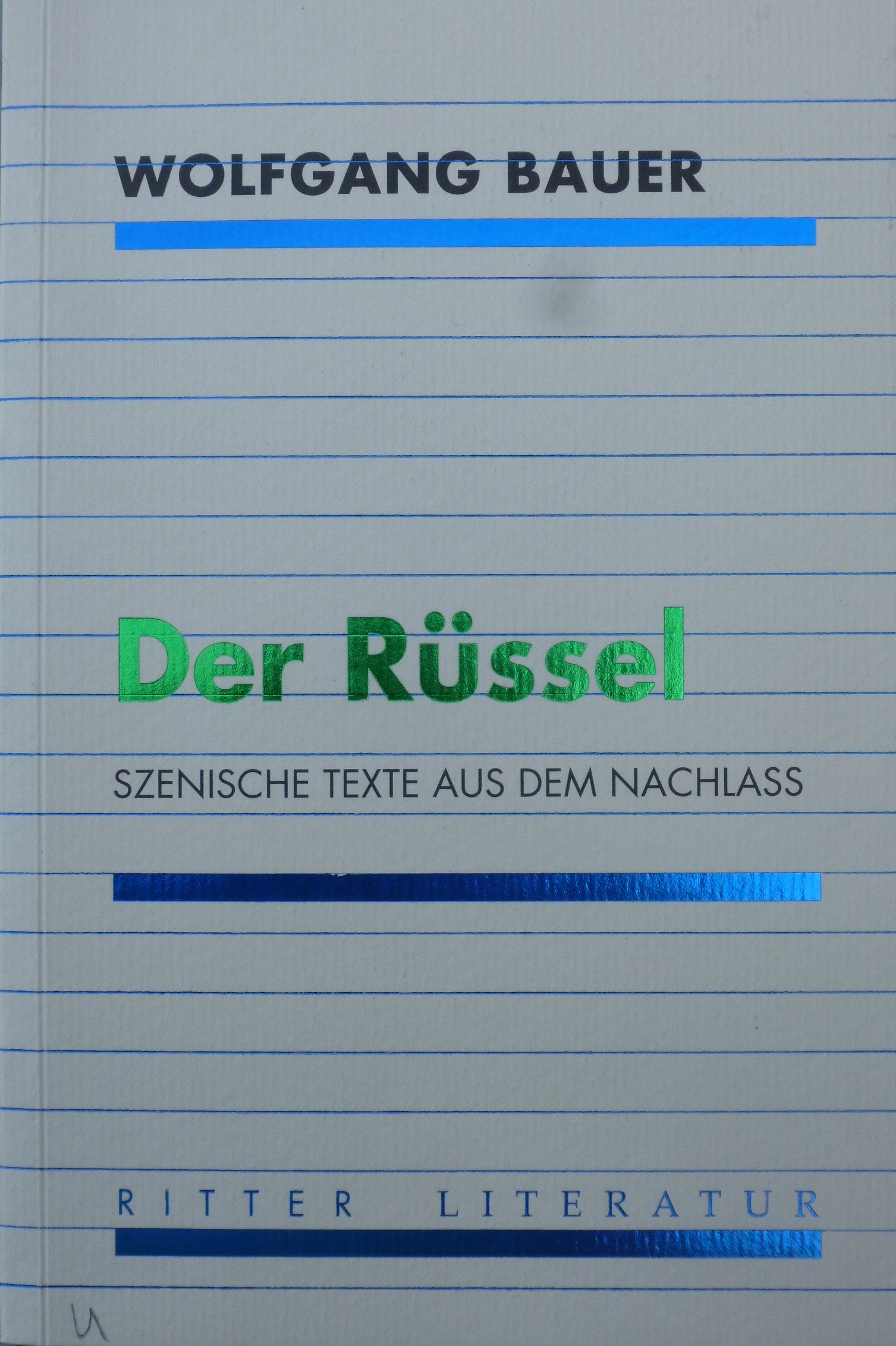
Wolfgang Bauer: Der Rüssel (2018)

- Der Schweinetransport. Graz: Forum Stadtpark, 10.2.1962. Regie: Bernd Fischerauer.
- Maler und Farbe. Graz: Forum Stadtpark, 10.2.1962. Regie: Bernd Fischerauer.
- Zwei Fliegen auf einen Gleis. Graz: Forum Stadtpark [Gastspiel des Forum 2], 24.11.1962. Regie: Wolfgang Bauer und Horst Zankl.
- Katharina Doppelkopf. Graz: Theater im Keller, 23.1.1964. Regie: Wolfgang Bauer und Horst Zankl.
- Die Menschenfresser. Graz: Schauspielhaus (Probebühne), 4.4.1967. Regie: Claus Homschak. (1983);
- Party for Six. Innsbruck: Landestheater (Kammerspiele) [Gastspiel des Theater 107], 9.5.1967. Regie: Hermann Schmid.
- Magic Afternoon. Hannover: Landestheater (Studio im Künstlerhaus), 12.9.1968. Regie: Horst Zankl.
- Change. Wien: Volkstheater, 26.9.1969. Regie: Bernd Fischerauer. Regie: Bernd Fischerauer.
- Film und Frau. Hamburg: Deutsches Schauspielhaus (Malersaal), 16.4.1971. Regie: Horst Zankl
- Silvester oder das Massaker im Hotel Sacher. Wien: Volkstheater, 24.9.1971. Regie: Bernd Fischerauer.
- Gespenster. München: Kammerspiele, 5.6.1974. Regie: Bernd Fischerauer.
- Magnetküsse. Wien: Akademietheater, 31.3.1976. Regie: Fritz Zecha.
- Memory Hotel. Graz: Schauspielhaus, 12.4.1980. Regie: Wolfgang Bauer.
- Batyscaphe 17-26 oder Die Hölle ist oben. Graz: Theater im Keller, 27.10.1982. Regie: Heinz Hartwig.
- Woher kommen wir? Was sind wir? Wohin gehen wir? Bonn: Kammerspiele Bad Godesberg, 28.10.1982. Regie: Karl-Heinz Kubik.
- Ein fröhlicher Morgen beim Friseur. Graz: Schauspielhaus, 25.9.1983. Regie: Wolfgang Bauer.
- Das kurze Leben der Schneewolken. Stuttgart: Staatstheater (Schauspielhaus), 28.10.1983. Regie: Ulrich Waller und Elke Lang (Co-Regie).
- Der Tod des Herrn Ingenieur Leo Habernik aus Linz. Wien: Ateliertheater, 3.3.1984. Regie: Peter Janisch.
- Pfnacht. Graz: Schauspielhaus, 13.4.1985. Regie: Kurt Josef Schildknecht.
- Ein schrecklicher Traum. Berlin: Literaturhaus, 23.8.1986. Regie: Bettina Wilhelm.
- Herr Faust spielt Roulette. Wien: Burgtheater (Akademietheater), 25.1.1987. Regie Wolfgang Bauer.
- Ach, armer Orpheus! Wien: Schauspielhaus, 2.5.1991. Regie: Hans Gratzer.
- Das Lächeln des Brian De Palma. Graz: Schauspielhaus, 1.12.1991. Regie: Wolfgang Bauer.
- Totu-wa-botu. Wien: Experiment – Theater am Liechtenwerd, 12.10.1992. Regie: Fritz Holy.
- Die Kantine. Capriccio à la Habsburg. Graz: Schauspielhaus, 8.5.1993. Regie: Karl Paryla.
- Insalata mista [Uraufführung in der englischen Übersetzung unter dem Titel Tadpoletigermosquitos at Mulligan’s]. New York: Ohio Theatre, 1.12.1993. Regie: Kurt Palm.
- Der Fieberkopf [Dramatisierung des Romans]. Wien: Theater Gruppe 80, 2.11.1995. Regie: Christian Pölzl.
- Skizzenbuch. Wien: Schauspielhaus (anläßlich der „Wiener Festwochen“), 9.5.1996. Regie: Stefan Bachmann.
- Die Menschenfabrik. Graz: Schauspielhaus, 21.9.1996. Regie: Thomas Thieme.
- Café Tamagotchi. Wien: Rabenhoftheater, 18.3.2001. Regie: Georg Staudacher.
- Foyer. Graz: Helmut List-Halle (im Rahmen des „steirischen herbstes“), 9.10.2004. Regie: Monika Klengel und Pia Hierzegger.

### Libretti
- „Café Museum – Die Erleuchtung.“ Skizzen, Ms., 1 Bl., o. D. (ca. 1992/93) I.1.2.2
- „Das gestohlene Herz.“ Ms., 7 Bl., o. D. (2004) I.1.2.3[6]
- „Das gestohlene Herz.“ Partitur, Druck, geb., 81 Bl., o. D. (2004) I.1.2.4 für Jury Everhartz, Auftrag des sirene Operntheaters[7]
- „Das gestohlene Herz.“ Unvollständige Kopie von I.1.2.3, 20 Bl., o. D. (2004)Magnet (1978, Ballettbearbeitung von „Magnetküsse“)

### Roman
- Der Fieberkopf. Roman in Briefen. Frankfurt a. M.: Bärmeier & Nikel 1967. (= Pardon-Bibliothek.)

### Lyrikbände
- Das stille Schilf. Ein schlechtes Meisterwerk: schlechte Texte mit schlechten Zeichnungen und einer schlechten Schallplatte. Frankfurt a. M.: Bärmeier & Nikel 1969.
- Das Herz. Gedichte. Salzburg/Wien: Residenz 1981.

### Hörspiele
- 1431 [Alternativtitel: Die Entfernung]. ORF Ö1, 27.2.1972. Regie: Wolfgang Lesowsky. 78 min. Produktion: ORF.
- Hallo – Hallo. ORF Ö1, 2.10.1973. Regie: Wolfgang Bauer. 29 min. Produktion: ORF.
- Der Fieberkopf. NDR, 6.11.1976. Regie: Alfred Holzinger. Produktion: NDR, ORF.
- Magic Afternoon. ORF Ö1, 4.3.1978. Regie: Wolfgang Bauer. 88 min. Produktion: ORF.
- Memory Hotel. ORF Ö1, 13.9.1980. Regie: Wolfgang Bauer. 88 min. Produktion: ORF.
- Der Schweinetransport. ORF Steiermark, 15.3.1981. Regie: Manfred Mixner. 44 min. Produktion: ORF.
- Das kurze Leben der Schneewolken. ORF Ö1, 24.11.1985. Regie: Wolfgang Bauer. Produktion: ORF.
- Batyscaphe 17-26 oder Die Hölle ist oben. ORF Ö1, 20.9.1988. Regie: Heinz Hartwig. Produktion: ORF.
- Dream Jockey. ORF Ö1, 24.3.1998. Regie: Götz Fritsch. 45 min. Produktion: Bayerischer Rundfunk, ORF.
- Magic Afternoon. Audio-CD. Berlin: Wakuword / Deutschlandradio 2000. Regie: Wolfgang Bauer. 60 min. (= Edition Hörspiel. 4.)

### Drehbücher
- Die Edeggerfamilie (1970, Erstsendung 1971 auf WDR III)
- Häuptling der Alpen (1974, ED 1978, bislang nicht als Film realisiert)
- Change (1975, gemeinsam mit Bernd Fischerauer)
- Es war nicht die Nachtigall (realisiert als Kinofilm 1974 (Regie: Sigi Rothemund), Alternativtitel: Der Liebesschüler und Die Nichte der O. Drehbuch unpubliziert und verschollen)
- Reise zum Gehirn (1975, Verfilmung vom Roman Der Fieberkopf, Erstsendung am 13. Juni 1975 im ORF, Regie: Claus Homschak)
- In Zeiten wie diesen (Pilotfilm + Siebenteilige Fernsehserie 1983, ED des Pilotfilm-Drehbuchs 1984, die Serien-Drehbücher sind bislang unpubliziert; Erstsendung des Pilotfilms 1984 in ORF und ARD, Erstsendung der Fernsehserie in der Regie und Überarbeitung von Reinhard Schwabenitzky 1989 auf N3 (zwei Teile) bzw. vollständig 1990 im ORF)
- 22, schwarz... (1987, ED 1987, bislang nicht als Film realisiert)
- Der Weihnachtstraum (1994, ED 1994, bislang nicht als Film realisiert)

### Weitere Veröffentlichungen in Buchform
- Magic Afternoon – Change – Party for Six: Drei Stücke. Nachwort von Ute Nyssen. Kiepenheuer & Witsch, Köln / Berlin 1969 (= pocket 2); dtv, München 1972, ISBN 978-3-423-05404-1.
- mit Wim van der Kallen (Fotografien): Graz. Styria, Graz / Wien / Köln 1991, ISBN 3-222-12016-1.
- mit Jörg Schlick und Peter Weibel: Martin. Keiner hilft keinem. König, Köln 1998, ISBN 3-88375-330-0 (zu Martin Kippenberger).

### Tonträger
- Das stille Schilf  Ein schlechtes Meisterwerk: schlechte Texte mit schlechten Zeichnungen und einer schlechten Schallplatte (Schallfolie mit 10 Titeln im Buchrücken des gleichnamigen Lyrikbandes [siehe oben] eingesteckt). Bärmeier & Nikel, Frankfurt am Main 1969 (Gelesen von Wolfgang Bauer; an der Orgel: Herbert Feuerstein)
- Wolfgang Bauer liest Mikrodramen von Wolfgang Bauer. (1975, Intercord Litera 26 553-8 H)
- Hirn mit Ei. Jazz + Lyrik. (1981, gemeinsam mit H.C. Artmann, Fritz Pauer und Hans Koller, Schallplatte, Produktion: Verlag Droschl)
- Magic Bauer. Eine Werkauswahl. (2001, Doppel-CD, Aufnahmen von 1969 bis 1999, Interviews, Lesungen des Autors (u. a. 12 Mikrodramen), Hörspielbearbeitung von Der Schweinetransport, ORF-CD 638)
- Wolfgang Bauer – Letzte Lesung (2007, CD zur Produktion Magic Afternoon von Dramagraz, 2 Aufnahmen vom 5. August 2005, Literaturhaus Graz: Schöne, weite Welt (1965), Streng geheim! (1973), Extraplatte EX-ED 025 007)